# Le Gouffre de l'absolution
Le Gouffre de l’absolution (titre original : Absolution Gap) est un roman de science-fiction écrit par Alastair Reynolds en 2003. C’est le quatrième roman du cycle des Inhibiteurs.

## Résumé
Après L'Espace de la révélation, La Cité du gouffre et L'Arche de la rédemption, il s'agit de l’ultime volet de la tétralogie qui a révélé Alastair Reynolds comme un des auteurs de science-fiction les plus talentueux du moment. On retrouve le groupe de réfugiés humains mené par Clavain et le porcko Scorpio, contraint, après l’arrivée de Khouri et les retrouvailles avec la terrible Skade, de reprendre le chemin de l’espace à bord du Spleen de l'Infini (ce vaisseau si particulier, fusionné avec son capitaine John Brannigan par la Pourriture fondante). Les redoutables Inhibiteurs sont en effet arrivés dans le système, mais le combat entre eux et l’humanité tend cependant à devenir plus équilibré grâce à l’aide d'Aura, l’enfant prodige portée par Khouri mais conçue par des entités extra-terrestres dans la matrice d'Hadès.
Parallèlement à ces événements, une nouvelle planète révèle son étrangeté : Hela, un roc glacé sur lequel se sont rassemblés de nombreux croyants, fascinés par l’éclipse inexpliquée de la géante gazeuse Haldora autour de laquelle Hela orbite. Organisés en plusieurs églises, ils se sont regroupés dans des cathédrales mécaniques qui suivent perpétuellement le tracé de l’équateur afin de rester en phase avec Haldora. Rashmika Els, une jeune fille passionnée par l’espèce extraterrestre des Shifteurs qui vécurent autrefois sur Hela, cherche à tout prix à rejoindre la plus importante des cathédrales, celle du prophète Quaiche. Dans cette quête, elle espère retrouver la trace de son frère disparu, Harbin.

## Principaux personnages
L'action se déroule à trois époques différentes.
- En 2615 à bord du Gobe-lumen « L'ascension Gnostique au voisinage de 107-Piscium »
  - La Reine Jasmina, un ultra tyrannique et sadique;
  - Grelier, un humain standard, chirurgien général, dévoué à la reine Jasmina.
  - Horris Quaiche, un humain standard chargé des interventions sur les planètes pour le compte des ultras, mais comme ses dernières missions étaient infructueuses, son crédit auprès de la reine est très réduit.
  - Morwenna, une ultra, amante de Quaiche. Cette liaison avec un humain standard lui vaut d'être mise au second plan par les ultras.

- En 2675, sur Ararat système de Pi Eridani
  - Scorpio, le Porcko, dirige la colonie de réfugiés ayant fui Resurgam en 2605, lors de l'invasion des Inhibiteurs décrite dans l'Arche de la rédemption.
  - Nevil Clavain, vit à l'écart de la colonie, sur une île de l'océan Mystif.
  - Vasko, est un jeune ouvrier né sur Ararat

On retrouve ensuite sur Ararat, Ana Khouri, Skade, Remontoir et John Brannigan
- En 2727, sur Hela
  - Rashnika Els est une jeune fille des Malterres, passionnée par les shifteurs.